# Ньютон, Майкл (писатель)
Майкл Нью́тон (англ. Michael Newton; 16 сентября 1951, Бейкерсфилд, Калифорния — 6 сентября 2021, Нашвилл, Индиана) — американский писатель. Автор многочисленных литературных произведений в жанрах вестерна, документальной прозы, полицейской драмы, приключенческого боевика и саспенса. Автор ряда популярных энциклопедий и книг посвящённых уголовному миру (известным преступникам, серийным убийцам, гангстерам, Ку-клукс-клану, нераскрытым преступлениям), правоохранительным органам США (ФБР, SWAT, техасские рейнджеры), заговорам и теориям заговора, криптозологии. В целом, темой книг Ньютона выступали вещи, захватывавшие воображение людей и привлекавшие внимание общественности. Большинство его популярных работ в жанре документальной прозы рекомендованы для публичных и школьных библиотек.

## Биография
Родился 16 сентября 1951 года в Бейкерсфилде штата Калифорния в семье поставщика Ральфа и парикмахера Хейзел Ньютонов.
В 1973 году получил бакалавра гуманитарных наук по истории и политологии с дополнительной специальностью по английскому языку в Университете штата Калифорния в Бейкерсфилде. В 1973—1975 там же учился в магистратуре. В 1979—1980 годах учился в магистратуре Невадского университета в Лас-Вегасе.
В 1973—1976 годах преподавал обществоведческие дисциплины в средней школе в Бейкерсфилде и в 1979—1986 годах обществоведческие дисциплины и английский язык в средней школе школьного округа Най штата Невада.
В 1977 году работал телохранителем семьи кантри-музыканта Мерла Хаггарда, а в 1978—1979 годах телохранителем и сотрудником службы безопасности в филиалах компаний Trans-West Security и Thornhill Security в Бейкерсфилде.
С 1986 года полностью посвятил себя писательской деятельности.
В 1988 году ему был поставлен диагноз неизлечимой наследственной болезни почек, а с 2013 года из-за ухудшения состояния здоровья был вынужден перейти на режим домашнего диализа.
Являлся членом таких общественных организаций, как Американское общество по предотвращению жестокого обращения с животными, Американский союз защиты гражданских свобод, Всемирный фонд дикой природы, Друзья диких кошек, Криптозоологический научный клуб Британской Колумбии, Люди за этичное обращение с животными, Общество защиты животных Соединённых Штатов, Фонд правовой защиты животных, Южный центр правовой защиты бедноты и Defenders of Wildlife.

## Писательская деятельность
Автор 357 книг (включая 258 романов и 99 произведений в жанре документальной прозы), 91 статьи в жанре документальной прозы и 58 малых произведений. Писал как под своим именем, так и под рядом псевдонимов — Лил Брант (англ. Lyle Brandt), Джек Бьюкенен (англ. Jack Buchanan), Джон Кэннон (англ. John Cannon), Марк Дж. Козлов (англ. Mark J. Kozlow), Пол Малоне (англ. Paul Malone), Майк Ньютон (англ. Mike Newton) и Винс Робинсон (англ. Vince Robinson).
В 1978—1981 годах — автор эротических романов для издательства Publisher’s Consultants.
Автор статей и рецензий в таких изданиях как Believe the Children Newsletter, Chic, Crime Library, Front Page Detective, Foxette, Headquarters Detective, Journal of Psychohistory, Startling Detective, True Police и Writer's Digest.
Автор «Энциклопедии криптозоологии: всемирного путеводителя по скрытым животным и их преследователям» (англ. Encyclopedia of Cryptozoology: A Global Guide to Hidden Animals and Their Pursuers), являющейся самым полным документально-справочным изданием по криптозоологии, включающей 1500 загадочных существ (включая лох-несское чудовище, снежного человека и чупакабру) и места их предполагаемого обнаружения. При этом сам Ньютоне при составлении книги придерживался нейтрального взгляда, не выступая сторонником их существования, лишь сообщая о некоторых открытиях ранее неизвестных науке видов, как латимерия. Зоолог Карл Шукер отметил, что если кто-либо увлекается криптозоологией, то у него «должна быть в наличии эта замечательная энциклопедия», которую он также считает «совершенно превосходной, информативной и увлекательной работой, которую необходимо прочитать от корки до корки». В свою очередь зоолог Марк К. Бейлисс в рецензии в журнале The Quarterly Review of Biology подчеркнул, что данная «книга является компендиумом криптозоологии и содержит такой огромный объём сведений под своей обложкой, что способна вскружить голову» и это издание для «заядлых и серьёзных зоологов, криптозоологов и антропологов». Кроме того, он обратил внимание на то, что книга содержит «впечатляющие 2744 статьи, охватившие 77 групп и 112 личностей» так или иначе связанных с криптозоологией. В работе, с частой опорой на «источники, продолжительное время преданные забвению и обойдённые вниманием», представлено всё многообразие животных в зависимости от «вида, описания, поверья и легенды». Рецензент отметил, что весь материал представлен в алфавитном порядке и снабжён глоссарием, как и упомянул про «восхитительную новостную ленту, список сетевых баз данных и голливудских фильмов (фильмы категории B!), имеющих отношение к криптозоологии, наряду с пространным списком литературы и полезным указателем». Бейлисс также указал, что «почти что на каждой странице книги полным полно иллюстраций, карандашных рисунков и чёрно-белых фотографий». Он подытоживает: «она безусловно заворожит читателей многими часами захватывающего и упоительного чтения, и станет ценным подспорьем для всех увлекающихся биологией, зоологией и, особенно, криптозоологией».

## Награды
- Rembert Patrick Award for Best Book in Florida History (2002) Флоридского исторического общества[англ.] за «Незримую империю»;[2]
- The American Library Association’s award for Outstanding Reference Work (2006) за «Энциклопедию криптозоологии»;[2]
- Western Fictioneers Lifetime Achievement Award (2017)[7].

## Отзывы
Писатель и публицист Говард Шварц в рецензии на книгу «Мистер Гангстер: история Мо Далитца» (англ. Mr. Mob: The Moe Dalitz Story) предварительно отметив, что Мо Далитц «считается даже сегодня одной из самых загадочных, могущественных и важных личностей в истории Лас-Вегаса» и что он «дал лишь несколько интервью и по сию пору исследователям и историкам известны лишь отрывки и крупицы его жизни и ранних лет», указал на то, что «теперь Майклом Ньютоном написано то, что многие будут рассматривать в качестве наиболее полной биографии, которая, по словам Ньютона, охватила „его карьеру, и хитроумную рекламную кампанию, которая вылепила из него добропорядочного благодетеля взамен гангстера“». Рецензент обратил внимание на то, что книга «охватила 2700 страниц рассекреченных документов ФБР и Ньютон проделал 10000 миль занимаясь поиском фактов и фотографий» и что в ней «содержится 22 страницы библиографического материала для будущих исследователей, включая 14-страничный указатель имён и мест». Кроме того, в этом «животрепещущем биографическом сборнике, обхватившим вплоть до наших дней пространство от Кливленда до Лас-Вегаса, от Анненберга до Кефовера, представлены фотографии бандитов, знаменитостей, стародавних картёжников, подпольных казино прошлых лет и политиков». Среди лиц и мест, в той или иной степени упомянутых в книге, присутствуют семья Далитца, Гил Бекли, The Beverly Hills Club, Стив Винн, Гас Гринбаум, Хэнк Гринспун, Детройт, Сэм Джанкана, Джонни Дрю, семья Кеннеди, Уилбур Кларк, Моррис Клейнман, Ковингтон (штат Кентукки), Энтони Корнеро, Фрэнк Костелло, Микки Коэн, Меер Лански, Ирвин Моласки, Ньюпорт (штат Кентукки), Пурпурная банда, Аллард Роэн, Джон Роселли, Багси Сигел, Сэм Такер, Джимми Фратианно, Эбнер Цвильман, Дино Челлини, Джозеф Штахер и Мерв Эдельсон. И подытожил следующим образом: «Без лишнего шума Далитц построил и помог развить большинство объектов недвижимости в Лас-Вегасе, как-то больница „Санрайз“, конференц-центр Лас-Вегаса и сыграл большую роль в устранении в казино расовых предрассудков, поэтому если кто-либо ранее не приобрёл какую-то другую книгу про гангстера и Лас-Вегас — то убедитесь, что такая есть в вашей библиотеке по игорной деятельности — то это чертовски важное событие».
Историк Пол Ортиц в рецензии на книгу «Незримая империя: Ку-клукс-клан во Флориде» (англ. The Invisible Empire: The Ku Klux Klan in Florida) в журнале Journal of Southern History отметил, что «больше всего впечатляет … это пристальное внимание Ньютона к местоположению, тонкостям и изменениям времени» и тому, как эти факторы влияют на местную политику. Ньютон указал, что во Флориде Ку-клукс-клан сохранял своё влияние гораздо дольше чем во всех остальных штатах. Хотя Ортос высказывал мнение, что он бы большее внимание сосредоточил на том, какие связи есть между организацией и «интересами крупных работодателей Флориды и многих её выборных должностных лиц». Рецензент рекомендовал книгу для раскрытия той значимой роли, которую клан сыграл в истории этого южного штата.
В свою очередь американист и религиовед Гленн Майкл Зубер в рецензии на ту же книгу в журнале The Journal of Southern Religion отметил, что «в своём предисловии Майкл Ньютон объясняет, что он представит способность флоридского Ку-клукс-клана выживать в „повторяющихся циклах расширения и упадка“, описывая его сто тридцатилетнюю историю „маршей и выборов гражданских лидеров, проникновения в правоохранительные органы и совершения преступлений, колебавшихся от мелкого вандализма до убийства и уничтожения целых общин“». Сам рецензент считает, что «„Невидимая империя“ является заметным дополнением к растущему числу исследований, в которых исследуются причины, по которым миллионы американцев присоединились к самой печально известной группе линчевателей страны за всю её долгую историю». Возрастающий интерес к предмету исследования он видит в следующем: «Учёные усложнили наше понимание организации, в основном из-за своего анализа списков участников отделений 1920-х годов, а также типов мужчин и женщин, которые присоединились к ней. Такие тематические исследования отдельных городов и штатов показали, что в остальном средние мужчины и женщины присоединялись к братству не только на основании их расистского отношения к чёрным, но как к механизму решения будничных гражданских трудностей: политическая коррупция, преступность, недофинансирование школ и общая потеря англосаксонского протестантского морального влияния». Указав на то, что клан зачастую увязывается с «расизмом Глубинного Юга, удивительно, что большинство научных книг о братстве действительно обращаются к истории братства за пределами этого региона», Зубер отметил что «эта книга помогает исправить этот дисбаланс, исследуя штат Глубинного Юга, который, хотя обычно не связан с кланом, временами представлял собой одну из его самых сильных и жестоких областей», а «для религиоведов США работа Ньютона предоставляет наводящий на размышления отчёт о том, каким образом организация соединила религиозный язык, символы и руководство с насилием и запугиванием, чтобы радикально восстановить общественный и моральный порядок». Рецензент указывает, что в своей работе «Ньютон прослеживает историю различных групп клана, действующих во Флориде с 1868 года по настоящее время» и «каждая из его восьми глав посвящена одному или двум десятилетиям истории братства через Реконструкцию, 1920-е годы, Великую депрессию, Движение за гражданские права чернокожих, а затем завершается его нынешним положением в качестве одной из многих маргинальных группы ненависти». При этом «описывая „клан, его союзников и его многострадальных жертв в контексте их меняющегося времени“, Ньютон обращается к тому, как формируется социально-экономический профиль членства в организации, официальная идеология, список врагов (расовых, политических и религиозных), виды насилия, и менялась с течением времени, иногда драматическим образом, основа поддержки в белых сообществах». Зубер видит у книге две основные сильные стороны. Первая заключается в том, что она «представляет собой один из лучших и кратких обзоров истории и научного исследования клана на сегодняшний день». И хотя Ньютон не прибегает к новым методологиям для лучшего понимания клана, и в его работе отсутствую восстановленные списки членов флоридского отделения клана, из-за чего любые обобщения относительно членства могут быть лишь предварительными, тем не менее автор «очень кстати помещает историю флоридских кланов в более общую национальную историю организации». По мнению рецензента благодаря такому подходу Ньютону удаётся показать в том же виде, в каком это получилось у Гленна Фельдмана в книге «Политика, общество и Ку-клукс-клан в Алабаме в 1915—1949» (англ. Politics, Society, and the Klan in Alabama, 1915-1949), что «между периодами истории братства существовала в большей степени преемственности, чем это признавалось ранее». И благодаря хронологическому обзору подобного рода удаётся изучить вопросы особо пристального внимания клана (мораль, раса и труд) и их «относительную значимость на протяжении многих лет». В частности автор «прослеживает взлёт и упадок клана, контролирующего в течение 1920-х и 1930-х годов моральное поведение белых, в рамках его давней традиции нападок на избирательные права чернокожих». Второе достоинство книги заключается в том, что «Ньютон описывает природу влияния клана во Флориде, показывая, как тот объединил усилия с политиками, религиозными учреждениями и особенно с полицейскими управлениями, внушая доверие своим крестовым походам за „закон и порядок“». Зубер видит это в следующих обстоятельствах: «Даже после своего расцвета в 1920-х годах клановцы во многих общинах продолжали выполнять обязанности наблюдателей на оспариваемых выборах, государственных следователей по расовым преступлениям, ключевых участников и сторонников важных политиков, и особенно в качестве постоянных и заместителей сотрудников полиции. Ещё в 1952 году Великий дракон (президент штата) выступая в Ассоциацией шерифов Флориды, был встречен аплодисментами за то, что назвал убитого правозащитника нарушителем спокойствия. Только в 1970-х годах у клановцев возникли трудности с сохранением своих рабочих мест в правоохранительных органах, и наиболее знаковой насмешкой фортуны оказалось поражение на очередных выборах шерифа-клановца округа Лейк Уиллиса Макколла после избиения до смерти чернокожего заключённого в 1972 году». Кроме того, он отметил: «Когда учёные и журналисты называют Kу-клукс-клан „группой ненависти“, они указывают на то, что разновидность расизма братства была и остаётся особенно пагубной и имеет склонность к физическому насилию. Однако использование слова „ненависть“ не в полной мере передаёт символические и практические цели насилия в том смысле, в каком Kу-клукс-клан можно было бы назвать террористической или вигилантской группой. Ньютон утверждает, что многие действия клана можно назвать формами политического насилия и экономического терроризма, подчеркивая тот факт, что подобного рода действия служили символической и стратегической цели — посеять страх среди меньшинств и свергнуть руководителей, чтобы предотвратить любой вызов деспотическому гегемонистскому порядку». Затрагивая религиоведческие вопросы Зубер пишет: «Ньютон объясняет, что клан — это „квазирелигиозный орден, посвящённый спасению Америки от греха“ равняющаяся на силу стойких религиозных братств. Тем не менее, религиоведы пожелали бы более детального развития этого важного утверждения, а также получить больше сведений о некоторых ярких священнослужителей, которые открыто присоединились к братству. Например, в 1960-х годах преподобный Чарльз Конли („Конни“) Линч, которого называли „странствующим священником“ Kу-клукс-клана, являлся одним из самых популярных ораторов клана, когда он появлялся на митингах на своём розовом Кадиллаке и жилете цвета боевой флаг Конфедерации. В клане белые флоридцы нашли место, где можно соединить вместе популярные религиозные идеи и расизм, и воплотить их в жизнь в ответ на угрожающие тенденции в обществе, однако природу этого процесса ещё предстоит объяснить». И подытоживает свою рецензию следующим образом: «Наибольшую пользу из книги Ньютона извлекут те, кто изучает историю Флориды, историю Kу-клукс-клана, историю гражданских прав и насилия на Юге, в то время как религиоведы найдут в ней родословную религиозных руководителей, способствовавших насилию и религиозным идеологиям, которые помогли вдохновить сегодняшние группы ненависти».
Историк Патрик Мэсон в рецензии на книгу «Ку-клукс-клан в Миссисипи: история» (англ. The Ku Klux Klan in Mississippi: A History) высказал мнение, с учётом того, что в 2000-е годы, особенно после террористических актов 11 сентября 2001 года, среди исследователей резко возрос интерес к изучению различных видов смертельного насилия и «многие учёные также занимаются пересмотром собственного жестокого прошлого Америки, в том числе новое поколение историков исследующих причины, природу и значение линчевания и прочих видов расового насилия», поэтому данный труд хорошо «вписывается в эти недавние исторические тенденции предлагая читателям крупный план самой (не)известной доморощенной террористической организации Америки, известной прежде всего своим насилием в отношении чернокожих, как и своим вторым и третьим воплощением с явной антикатолический и антисемитской прослойкой». При этом Мэсон подчеркнул, что «хотя Ньютон ни в коей мере не является первым, кто пишет о деятельности клана в штате магнолии, его книга заполняет пробел, заостряя внимание исключительно на одном штате, а затем ведёт хронику клана с самых истоков в послевоенное время и вплоть до сегодняшнего дня». Поэтому он указывает, что данная книга представляет собой «исчерпывающе полный отчёт, который окажется полезным для учёных и студентов изучающих историю Юга, историю афроамериканцев, расовые отношения и насилие в американской истории», хотя и отметил, что «в отчёте Ньютона много подробностей, но мало анализа, что делает её первым полезным заделом для читателей, интересующихся предметом, и оставляет много возможностей для развития будущих учёных». Вместе с тем Мэсон полагает, что «это неприятная книга для чтения», поскольку «даже те, кто имеет хорошее представление о жестоком расистском прошлом Миссисипи, не могут не быть поражены и обеспокоены описанными здесь ужасами». И вызвано это тем, что «Ньютон обычно быстро переходит от одного насильственного эпизода к другому, оставляя событию — и читателю — мало времени, чтобы перевести дыхание». Рецензент отмечает, что «с одной стороны, подход „только факты, мэм“ может оказаться утомительным, а иногда даже ошеломляющим; с другой стороны обилие доказательств показывает стойкость и повсеместность (преимущественно расового) насилия», и что «безжалостное повествование о жестоком терроре даёт читателю определённое представление о том насколько страшным, должно быть, было быть афроамериканцем в столетие после освобождения». Проводя разбор книги Мэсон пишет, что «суть книги заключена в главах 1, 3 и 5, где прослеживается, соответственно, деятельность клана во время Реконструкции, 1920-х и 1960-х годах», где «описывается зарождение клана в Теннесси, а затем прослеживает его распространение по Югу, с первым „логовом“ в Миссисипи, созданном в 1866 году». При это Ньютоном отмечено, что уже в 1867 году становится понятно, что данная организация являлась не неким безобидным братством, занятым розыгрышам «исключительно над чёрными», а «военизированным движением в защиту священного южного образа жизни». В то время как «некоторая антипатия клана по отношению к чёрным была вызвана экономическими соображениями», большая часть насилия была «откровенно политической», при этом клан составлял боевое крыло возродившейся Демократической партии. Ньютон пишет что клан предоставил возможность «многим беспокойным и озлобленным ветеранам, [которым] трудно избавиться от привычки убивать во время войны», поскольку его верхушку составляли отставные офицеры армии Конфедерации, которым оказывали покровительство высокопоставленные лица штата, хотя именно молодёжь и белые бедняки устраивали ночные погромы. Мэсон отмечает, что в своей работе Ньютон «показывает, что насилие клана было одновременно целенаправленным и перформативным, предназначенным не только для выполнения определённой задачи (например, запугивания или устранения афроамериканца с политическими амбициями), но и для того, чтобы посеять страх — террор — в сердцах всего сообщества на которое он был нацелен». Далее он обращает внимание на то, что «в предложенном Ньютоном описании периода Реконструкции в Миссисипи содержится немногое из того, что ещё не известно учёным, те не менее подробнейшее описание в главе насилия клана, его поддержка ведущими политиками, такими как Люциус К. Ц. Ламар, и его действенность в оказании помощи по „спасению“ штата от республиканского влияния, представляет собой хорошее тематическое исследование, которое может быть применено на различных вузовских курсах, хотя и не так плодотворно, как „Искупление“ Николаса Леманна (2006), которое охватывает большую часть тех же сведений, но в повествует обо всём в более убедительном виде». Кроме того, Мэсон полагает, что «одной из слабых сторон главы (и книги) является отсутствие ссылок на ключевую вторичную литературу как по клану времён Реконструкции, так и по более обширным образцах выходящего за рамки закона насилия в истории Юга и в американской истории». Рецензент высказывает мнение что вторая глава, в которой представлен исторический период «перерыва и возрождения» с 1877 по 1921 год, «во многом излишняя» по причине того что «Ку-клукс-клан собственноручно распался в середине 1870-х годов, отчасти из-за усиления федерального преследования, но в основном потому, что клановцы выполнили свою цель восстановления власти белых, мало что можно сказать о деятельности клана с конца Реконструкции до его возрождения в конец 1910-х — начале 1920-х гг.». И отметив, что «тем не менее, Ньютон посвящает целую главу расизму в политической жизни Миссисипи в конце XIX и начале XX веков», считает что «этот материал можно было бы сжать в краткое введение к следующей главе» и что «то же самое верно и для 4 главы, которая также охватывает период повсеместного и ярко выраженного расизма в Миссисипи, но очень мало о настоящей деятельности клана». Рассматривая главу 3, в которой рассказывается о возрождении клана 1920-х годы, хотя известном как «невидимая империя», в действительности таковым не являвшийся, Мэсон отмечает, что про этот новый и обновлённый клан Ньютон писал, что он «предлагал новобранцам смесь братства, основополагающего протестантского морализма, нативизма в духе Тома Уотсона и традиционной догмы сторонников превосходства белых». Клан выбрал своими мишенями бутлегеров, евреев, католиков и прелюбодеев, хотя и по-прежнему продолжал заострять внимание на риторике и насаждении превосходства белых. При этом Ньютон показывает здесь, каким образом «клеглы» занимаются вербовкой в братских орденах (масоны, «Сохатые», «странные товарищи» и т. д.) и протестантских церквях когда клановцы массово являлись на воскресные службы, вручали пастору денежное пожертвование и заявление о тех принципах которые они разделяют. Ньютон раскрывает множество направлений в этом втором клане, многие члены которого утверждали, что это было мирное, патриотическое и моралистическое движение, в то время как имеются и иные свидетельства явным образом подтверждающие продолжающиеся случаи насилия со стороны клановцев, в особенности в отношении негров. В связи с этим Мэсон отмечает, что «оба повествования верны, отражая более широкий, более публичный и более предприимчивый клан, ныне включающий в себя различные группы избирателей и действующий на разных уровнях». Также рецензент отметил слабые стороны главы, наглядно показывающие наличие в книге более широких ограничений, поскольку «хотя взлёт и падение клана 1920-х годов тщательно задокументированы — Ньютон преуспел в повторении противодействия организации и её окончательного упадка к нулю к моменту Великой депрессии — в главе не ставятся, не говоря уже о ответах, ключевые вопросы толкования». К таковым Мэсон относит следующий: «как именно связаны отношения клана с южной религией и как определённые течения южного протестантизма и расистские взгляды, заложенные в нём, способствовали мифологии и практике клана?». Также рецензент указал на то, что «Ньютон отмечает рост числа женских вспомогательных организаций в клане, но в книге не содержится подробного анализа роли пола, включая какое-либо рассмотрение того, как южные взгляды на мужественность были обусловлены (и, возможно, были сформированы) идеологией, членством и деятельностью клана». Далее Мэсон обращает внимание на то, что после того как Ньютон рассказал про несколько случаев произошедших после десегрегации в 1962 году в Миссисипском университете Джеймса Мередита, автор задаёт вопрос «Это была работа клана?» полагая, что данный «вопрос следовало задавать на протяжении всей книги, поскольку не всегда ясно, что определённые акты насилия в чернокожих действительно были совершены Ку-клукс-кланом» поскольку автор «не проводит чёткого различия между насилием клана и поступками других линчевателей-супрематистов, многие из которых были подражателями, но, тем не менее, отличались друг от друга». Хотя тут же Мэсон подчёркивает, что Ньютон, возможно, попробовал выйти из затруднительного положения, приведя заявление агента ФБР Джозефа Салливана о том, что в Нешобе в 1960-х «не было разницы между настоящим клановцем и кем-то, кто не был членом, но чьи друзья и соседи были. Даже если они сами отказались присоединиться к клаверну, тем не менее они полностью отождествлялись с теми, кто это сделал». В свою очередь рецензент высказал мнение что «частично помогая ответить на один вопрос, эта цитата поднимает другой: почему некоторые жители штата Миссисипи глубоко сочувствуют клану, но отказываются присоединиться к нему?». Мэсон далее отмечает, что «самая длинная и подробная глава посвящена 1960-м годам, когда на пике популярности „Белые рыцари Миссисипи“ возглавляемые Сэмом Бауэрсом заявляли о 100 000 членов (и конечно же насчитывавших не менее 10 000)» и что автор книги «подробно описывает обширную террористическую кампанию, которая достигла своего апогея в 1964 году во время Лета свободы, которое было встречено „более плотным клановским насилием, чем любой другой период после Реконструкции“». При этом, пишет Мэсон, «нападения клана на чернокожих и гражданских правозащитников продолжались почти беспрепятственно до 1965 года, несмотря на расследования ФБР и Комиссии Палаты представителей по расследованию антиамериканской деятельности, но начали ослабевать во второй половине десятилетия. Когда клан взорвал синагогу в сентябре 1967 года, общественное мнение решительно отвернулось от движения, а логика насилия в конце концов поглотила себя и вызвала недовольство большинства „умеренных“. К 1970 году клан более или менее прекратил своё существование в Миссисипи». Рецензент подытоживает: «В последней главе задокументировано продолжение насилия в отношении чернокожих в 1970-х годах и в последующие годы. Ньютон несколько раз упоминает „насилие подобное клановскому“ и „происшествия похожие на клановские“, но по большей части клан был полностью маргинализирован на излёте XX века, а в 2005 году на церемонии сожжения креста в Тремонте было „больше хулиганов, чем клановцев“. Автор наглядно показывает, как несколько фракций боролись за членов в Миссисипи и на Юге, однако он упускает возможность закончить пространным сравнением трёх поколений клана, последней жертвой книги, в которой делается упор на хронику событий, а не на их анализ. Таким образом, Ньютон упаковывает много хорошо изученных сведений в „Ку-клукс-клан в Миссисипи“, но учёные захотят, чтобы он также сделал немного больше потрудился над распаковкой».
Криминалист и криминолог Джон Эдвард Дуглас высказал следующее мнение о книге «Век бойни» (англ. Century of Slaughter): «наиболее полноценный анализ феномена серийных убийц из всех имеющихся в наличии».
Журналист криминальной хроники Джек Олсен о книге «Всё ещё на свободе: история серийных убийц XX века, ускользнувших от правосудия» (англ. Still at Large: A Casebook of 20th Century Serial Killers Who Eluded Justice) отметил следующее: «В „Всё ещё на свободе“ уважаемый Майкл Ньютон укрепляет своё положение Босуэлла современного преступления. Лучше никто не совмещает удобочитаемость с академичностью. Те из нас, кто проявляет особый интерес к криминологии и психопатологии находятся перед ним в огромном долгу». В свою очередь писатель и литературовед Гарольд Шехтер о той же книге высказал следующее мнение: «Не только незаменимый справочник, но и увлекательное собрание историй о самых пугающих неуловимых убийцах века. Этим всеобъемлющим томом Майкл Ньютон подтверждает своё положение выдающего энциклопедиста Америки по ужасным преступлениям».

## Сочинения

### Книги

#### Документальная проза
- Newton M. Monsters, Mysteries, and Man. — Reading: Addison-Wesley, 1979.
- Newton M. A Case of Conspiracy. — Holloway House[англ.], 1980. (переиздана как The King Conspiracy, 1988)
- Newton M. Bitter Grain. — Holloway House[англ.], 1980. (переиздана в 1991)
- Newton M. The FBI Plot. — Holloway House[англ.], 1981.
- Newton M. The King conspiracy. — Los Angeles, Calif. : Holloway House[англ.], 1987.
- Newton M. Mass Murder. — Garland Publishing[англ.], 1988.
- Newton M., Newton J. A. Terrorism in the United States and Europe, 1800—1959: annotated bibliography. — New York; London : Garland Publishing[англ.], 1988. — XI, 508 p. ISBN 0-8240-5747-3
- Newton M. How to Write Action/Adventure Novels. — Writer's Digest[англ.], 1989. (переиздана The Write Thought 2012)
- Newton M. FBI Most Wanted. — Garland Publishing[англ.], 1989. (переиздана — Dell 1993)
- Newton M. Hunting Humans. — Loompanics[англ.], 1990. (переиздана Avon, 1992-93)
- Newton M. Armed and Dangerous. — Writer's Digest[англ.], 1990.
- Newton M. The Ku Klux Klan. — Garland Publishing[англ.], 1991.
- Newton M. Racial & Religious Violence in America. — Garland Publishing[англ.], 1991.
- Newton M. Serial Slaughter. — Loompanics[англ.], 1992. (переиздана как Century of Slaughter, IUniverse[англ.], 2000)
- Newton M. Raising Hell. — Avon, 1993.
- Newton M. Bad Girls Do It! — Loompanics[англ.], 1993.
- Newton M. Silent Rage. — Dell, 1994.
- Newton M. Cat and mouse. — New York: Pocket Books, 1995. — 306 p.
- Newton M. Daddy Was the Black Dahlia Killer. — Pocket Books, 1995.
- Newton M. Killer Cops. — Loompanics[англ.], 1997.
- Newton M. Waste Land. — New York, N.Y. : Pocket Books, 1998.
- Newton M. Holy Homicide: an encyclopedia of those who go with their god … and kill!. — Port Townsend, Wash.: Loompanics Unlimited, 1998.
- Newton M. Rope: the twisted life and crimes of Harvey Glatman. — New York, N.Y.: Pocket Books, 1998.
- Newton M. Black Collar Crimes. — Loompanics[англ.], 1998.
- Newton M. Cop Killers. — Loompanics[англ.], 1998.
- Newton M. Still at Large. — Loompanics[англ.], 1998.
- Newton M. Killer Kids. — Loompanics[англ.], 2000.
- Newton M. Stolen Away. — Pocket Books[англ.], 2000.
- Newton M. Century of Slaughter. — iUniverse[англ.], 2000.
- Newton M. The Invisible Empire: The Ku Klux Klan in Florida[англ.]. — University Press of Florida[англ.], 2001. — 288 p. ISBN 978-0-8130-2120-1
- Newton M. The FBI and the KKK. — McFarland & Company, 2005.
- Newton M. The Ku Klux Klan: history, organization, language, influence and activities of America’s most notorious secret society. — Jefferson, N.C. : McFarland & Company, 2007. — vii, 504 p.
- Newton M. Bank robbery. — New York: Chelsea House Publishers[англ.], 2007. — 116 p.
- Newton M. Serial killers. — New York: Chelsea House Publishers[англ.], 2008. — 120 p.
- Newton M. Celebrities and crime. — New York : Chelsea House[англ.], 2008. — 112 p.
- Newton M. Giant Snakes. — CFZ Press[англ.], 2009.
- Newton M. Ku Klux Klan in Mississippi. — McFarland & Company, 2009.
- Newton M. Mr. Mob: The Moe Dalitz Story. — McFarland & Company, 2009.
- Newton M. Hidden Animals. — Greenwood Press, 2009.
- Newton M. Strange Kentucky Monsters. — Schiffer Publishing[англ.], 2010.
- Newton M. Strange California Monsters. — Schiffer Publishing[англ.], 2010.
- Newton M. Crime & Criminals. — Checkmark Books[англ.], 2010.
- Newton M. Crime-fighting & Crime Prevention. — Checkmark Books[англ.], 2010.
- Newton M. Bomb Squad. — Checkmark Books[англ.], 2010.
- Newton M. Texas Rangers. — Checkmark Books[англ.], 2010.
- Newton M. US Marshals. — Checkmark Books[англ.], 2010.
- Newton M. Drug Enforcement Administration. — Checkmark House Publishers[англ.], 2010.
- Newton M. Prison and the Penal System. — Checkmark Books[англ.], 2010.
- Newton M. True Crime: Gangsters—Outside the Law. — Igloo Books, 2010.
- Newton M. Bomb squad. — New York : Chelsea House Publishers[англ.], 2011. — 127 p.
- Newton M. SWAT Teams. — New York: Checkmark House Publishers[англ.], 2011. — 127 p.
- Newton M. Chronology of Organized Crime Worldwide. — McFarland & Company, 2011.
- Newton M. Chronology of Organized Crime Worldwide. — McFarland & Company, 2011.
- Newton M. Strange Monsters of the Pacific Northwest. — Schiffer Publishing[англ.], 2011.
- Newton M. When bigfoot attacks: a global survey of alleged sasquatch, yeti predation. — CFZ Press[англ.], 2011.
- Newton M. Teabonics. — eBook[англ.], 2011.
- Newton M. The Mafia at Apalachin. — McFarland & Company, 2011.
- Newton M. Teabonics! — Smashwords[англ.], 2011.
- Newton M. Hopsquatch. — Waterville, Me.: Five Star Publishing[англ.], 2012.
- Newton M. Strange Pennsylvania Monsters. — Schiffer Publishing[англ.], 2012.
- Newton M. Globsters. — CFZ Press[англ.], 2012.
- Newton M. Writing Westerns. — Writers Digest[англ.] ebooks, 2012.
- Newton M. So You Want To Be A Writer. — eBook[англ.], 2012.
- Newton M. Ku Klux Terror. — Schiffer Publishing[англ.], 2013.
- Newton M. Writing Thrillers. — Writers Digest[англ.] ebooks, 2013.
- Newton M. Strange Ohio Monsters. — Schiffer Publishing[англ.], 2013.
- Newton M. Hoaxed! — CFZ Press[англ.], 2013.
- Newton M. The Texarkana «Moonlight Murders». — McFarland & Company, 2014. — 216 p. ISBN 0-7864-7325-8 ISBN 9780786473250
- Newton M. Hate Crimes in America: 1968—2013. — McFarland & Company, 2014. — 323 p. ISBN 0-7864-7476-9 ISBN 978-0786474769
- Newton M. White Robes and Burning Crosses. — McFarland & Company, 2014. — 316 p. ISBN 978-0-7864-7774-6 ISBN 978-0-7864-7774-6
- Newton M. Seeking Bigfoot. — Schiffer Publishing[англ.], 2015. — 192 p. ISBN 0764348434 ISBN 978-0-7643-4843-3
- Newton M. Strange West Virginia Monsters. — Schiffer Publishing[англ.], 2015. — 192 p. ISBN 0-7643-4946-5 ISBN 978-0-7643-4946-1
- Newton M. Sasquatch Down. — CFZ Press[англ.], 2015. — 220 p. ISBN 1909488372 ISBN 9781909488373
- Newton M. The World’s Worst Serial Killers. — eBook[англ.], 2014.
- Newton M. The Dark Strangler: Earle Leonard Nelson. — R.J. Parker[англ.], 2015. — 150 p. ISBN 1518660312 ISBN 978-1-5186-6031-3
- Newton M. Unsolved Civil Rights Murder Cases, 1934—1970. — McFarland & Company, 2016. — 312 p. ISBN 0-7864-9895-1 ISBN 978-0786498956
- Newton M. Hangman: The Life and Crimes of Gerard John Schaefer. — R.J. Parker[англ.], 2016. — 182 p. ISBN 1-987902-16-5 ISBN 978-1-987902-16-7
- Newton M. The National States Rights Party: A History. — McFarland & Company, 2017. — 276 p. ISBN 1-4766-6603-2 ISBN 978-1-4766-6603-7
- Newton M. Iron Curtain Killers: Serial Murder in Soviet Russia. — R.J. Parker[англ.], 2017. — 140 p. ISBN 1987902432 ISBN 978-1-987902-43-3
- Newton M. Doctor Death: Harold Shipman. — R.J. Parker[англ.], 2019.
- Newton M. Boss of Murder: The Criminal Life of Albert Anastasia. — McFarland & Company, 2020. — 269 p. ISBN 978-1-4766-7807-8
- Newton M. Extreme Killers: Tales of the World’s Most Prolific Serial Killers. — Sterling, 2020. — 320 p.
- Newton M. Frankie Yale: Iceman of Brooklyn. — McFarland & Company, 2021. — 250 p. ISBN 978-1-4766-8196-2
- Newton M. «Don’t Shoot, G-Men!»: The FBI Crime War, 1933—1939. — McFarland & Company, 2021. — 286 p. ISBN 1-4766-8440-5 ISBN 9781476684406

#### Романы
- Pendleton D.[англ.], Newton M. The Executioner’s War Book, Pinnacle Books (New York, NY), 1977.
- Pendleton D.[англ.], Newton M. Command Strike, Pinnacle Books (New York, NY, 1977.
- Pendleton D.[англ.], Newton M. Cleveland Pipeline, Pinnacle Books (New York, NY, 1977.
- Pendleton D.[англ.], Newton M. Arizona Ambush, Pinnacle Books (New York, NY, 1977.
- Pendleton D.[англ.], Newton M. Tennessee Smash, Pinnacle Books (New York, NY, 1978.
- Newton M. The Ripper, Publishers Consultants (Fort Collins, CO), 1978.
- Newton M. The Satan Ring, Publishers Consultants (Fort Collins, CO), 1978.
- Newton M. Vengeance Ride («Bounty Man» action novel), Carousel (Albany, CA), 1979.
- Newton M. Massacre Trail («Bounty Man» action novel), Carousel (Albany, CA), 1979.
- Cannon J. Web of Terror («Intersect File» novel), Carousel (Albany, CA), 1979.
- Cannon J. Death Cruise («Intersect File» novel), Carousel (Albany, CA), 1979.
- Pendleton D.[англ.], Newton M. Satan’s Sabbath, Pinnacle Books (New York, NY, 1980.
- Robinson V. Terror at Boulder Dam, Carousel (Albany, CA), 1981.
- Robinson V. Death at Sea, Carousel (Albany, CA), 1981.
- Kozlow M. J. Murder in the Gold Hills, Carousel (Albany, CA), 1981.
- Kozlow M. J. The Range War Nobody Won, Carousel (Albany, CA), 1981.
- Newton M. Creed’s Vengeance, Carousel (Albany, CA), 1981.
- Newton M. Creed’s Gold, Carousel (Albany, CA), 1982.
- Newton M. Creed’s War, Carousel (Albany, CA), 1982.
- Newton M. Creed’s Kill, Carousel (Albany, CA), 1982.
- Newton M. Creed’s Treasure, Carousel (Albany, CA), 1982.
- Newton M. Creed’s Hell, Carousel (Albany, CA), 1982.
- Newton M. Creed’s Vendetta, Carousel (Albany, CA), 1982.
- Newton M. Creed’s Ransom, Carousel (Albany, CA), 1982.
- Newton M. Creed’s Gauntlet, Carousel (Albany, CA), 1982.
- Newton M. The Violent Streets, Gold Eagle Books (Toronto, Ontario, Canada), 1982.
- Newton M. Paramilitary Plot, Gold Eagle Books (Toronto, Ontario, Canada), 1982.
- Newton M. Doomsday Disciples, Gold Eagle Books (Toronto, Ontario, Canada), 1983.
- Newton M. Paradine’s Gauntlet, Gold Eagle Books (Toronto, Ontario, Canada), 1983.
- Newton M. Sold for Slaughter, Gold Eagle Books (Toronto, Ontario, Canada), 1983.
- Newton M. Prairie Fire, Gold Eagle Books (Toronto, Ontario, Canada), 1984.
- Newton M. Blood Dues, Gold Eagle Books (Toronto, Ontario, Canada), 1984.
- Newton M. The Bone Yard, Gold Eagle Books (Toronto, Ontario, Canada), 1985.
- Newton M. Hollywood Hell, Gold Eagle Books (Toronto, Ontario, Canada), 1985.
- Newton M. Shock Waves, Gold Eagle Books (Toronto, Ontario, Canada), 1985.
- Newton M. Missouri Deathwatch, Gold Eagle Books (Toronto, Ontario, Canada), 1985.
- Buchanan J. M.I.A. Hunter Jove (New York, NY), 1985.
- Buchanan J. Cambodian Hellhole (an «M.I.A. Hunter» novel), Jove (New York, NY), 1985.
- Newton M. Defenders and Believers, Gold Eagle Books (Toronto, Ontario, Canada), 1986.
- Newton M. The Trial, Gold Eagle Books (Toronto, Ontario, Canada), 1986.
- Newton M. Flight 741, Gold Eagle Books (Toronto, Ontario, Canada), 1986.
- Newton M. Night Probe (short stories), Gold Eagle Books (Toronto, Ontario, Canada), 1986.
- Newton M. Blood Testament, Gold Eagle Books (Toronto, Ontario, Canada), 1987.
- Newton M. Eternal Triangle, Gold Eagle Books (Toronto, Ontario, Canada), 1987.
- Newton M. Assault on Rome, Gold Eagle Books (Toronto, Ontario, Canada), 1987.
- Newton M. Run to Ground, Gold Eagle Books (Toronto, Ontario, Canada), 1987.
- Newton M. Rogue Force, Gold Eagle Books (Toronto, Ontario, Canada), 1987.
- Newton M. Time to Kill, Gold Eagle Books (Toronto, Ontario, Canada), 1988.
- Newton M. The Fiery Cross, Gold Eagle Books (Toronto, Ontario, Canada), 1988.
- Newton M. Cold Judgment, Gold Eagle Books (Toronto, Ontario, Canada), 1988.
- Newton M. Line of Fire, Gold Eagle Books (Toronto, Ontario, Canada), 1988.
- Newton M. Flesh and Blood, Gold Eagle Books (Toronto, Ontario, Canada), 1988.
- Newton M. Child of Blood, Bantam (New York, NY), 1988.
- Newton M. Korea Kill, Bantam (New York, NY), 1990.
- Newton M. Night and Kill, Gold Eagle Books (Toronto, Ontario, Canada), 1989.
- Newton M. Haitian Hit, Gold Eagle Books (Toronto, Ontario, Canada), 1989.
- Newton M. Blood Run, Gold Eagle Books (Toronto, Ontario, Canada), 1990.
- Newton M. Fatal Error, Gold Eagle Books (Toronto, Ontario, Canada), 1990.
- Newton M. Assault, Gold Eagle Books (Toronto, Ontario, Canada), 1990.
- Newton M. Blood Rules, Gold Eagle Books (Toronto, Ontario, Canada), 1990.
- Newton M. Blood Sport, Dell (New York, NY), 1990.
- Newton M. Slay Ride, Dell (New York, NY), 1990.
- Newton M. The Necro File, Dell (New York, NY), 1991.
- Newton M. Head Games, Dell (New York, NY), 1991.
- Newton M. Road Kills, Dell (New York, NY), 1991.
- Newton M. Black Lace, Dell (New York, NY), 1991.
- Newton M. China White, Bantam (New York, NY), 1991.
- Malone P. Trigger Pull, Gold Eagle Books (Toronto, Ontario, Canada), 1991.
- Malone P. Pipeline, Gold Eagle Books (Toronto, Ontario, Canada), 1991.
- Newton M. Message to Medellin, Gold Eagle Books (Toronto, Ontario, Canada), 1991.
- Newton M. Hawaiian Heat, Gold Eagle Books (Toronto, Ontario, Canada), 1991.
- Newton M. Wet Work, Dell (New York, NY), 1992.
- Newton M. Jigsaw, Dell (New York, NY), 1992.
- Newton M. Dead Heat, Dell (New York, NY), 1992.
- Newton M. Colors of Hell, Gold Eagle Books (Toronto, Ontario, Canada), 1992.
- Newton M. Fire Sweep, Gold Eagle Books (Toronto, Ontario, Canada), 1992.
- Newton M. Lethal Impact, Gold Eagle Books (Toronto, Ontario, Canada), 1992.
- Malone P. Shakedown, Gold Eagle Books (Toronto, Ontario, Canada), 1992.
- Newton M. Baja Blitz, Gold Eagle Books (Toronto, Ontario, Canada), 1993.
- Newton M. Stony Man 7, Gold Eagle Books (Toronto, Ontario, Canada), 1993.
- Newton M. Stony Man 9: StrikePoint, Gold Eagle Books (Toronto, Ontario, Canada), 1994.
- Newton M. Hellground, Gold Eagle Books (Toronto, Ontario, Canada), 1994.
- Newton M. Fire Burst, Gold Eagle Books (Toronto, Ontario, Canada), 1994.
- Newton M. Cleansing Flame, Gold Eagle Books (Toronto, Ontario, Canada), 1994.
- Newton M. Stony Man 11: Target America, Gold Eagle Books (Toronto, Ontario, Canada), 1994.
- Newton M. Killing Range, Gold Eagle Books (Toronto, Ontario, Canada), 1994.
- Newton M. Blood Strike, Gold Eagle Books (Toronto, Ontario, Canada), 1994.
- Newton M. Deadly Contest, Gold Eagle Books (Toronto, Ontario, Canada), 1995.
- Newton M. Stony Man 15: BloodDebt, Gold Eagle Books (Toronto, Ontario, Canada), 1995.
- Newton M. Vendetta, Gold Eagle Books (Toronto, Ontario, Canada), 1995.
- Newton M. Stony Man 17: Vortex, Gold Eagle Books (Toronto, Ontario, Canada), 1995.
- Newton M. Omega Game, Gold Eagle Books (Toronto, Ontario, Canada), 1995.
- Newton M. Crisis Point, Gold Eagle Books (Toronto, Ontario, Canada), 1995.
- Newton M. Cat and Mouse, Pocket Books (New York, NY), 1995.
- Newton M. Hunting Cry, Gold Eagle Books (Toronto, Ontario, Canada), 1996.
- Newton M. Jungle Law, Gold Eagle Books (Toronto, Ontario, Canada), 1996.
- Newton M. Fire Lash, Gold Eagle Books (Toronto, Ontario, Canada), 1996.
- Newton M. Steel Claws, Gold Eagle Books (Toronto, Ontario, Canada), 1996.
- Newton M. Ride the Beast, Gold Eagle Books (Toronto, Ontario, Canada), 1996.
- Newton M. Stony Man: Blood Star, Gold Eagle Books (Toronto, Ontario, Canada), 1997.
- Newton M. Patriot Gambit, Gold Eagle Books (Toronto, Ontario, Canada), 1997.
- Newton M. Hour of Conflict, Gold Eagle Books (Toronto, Ontario, Canada), 1997.
- Newton M. Call to Arms, Gold Eagle Books (Toronto, Ontario, Canada), 1997.
- Newton M. Terror Spin, Gold Eagle Books (Toronto, Ontario, Canada), 1997.
- Newton M. Zero Tolerance, Gold Eagle Books (Toronto, Ontario, Canada), 1997.
- Newton M. Bamboo Dragon, Gold Eagle Books (Toronto, Ontario, Canada), 1997.
- Newton M. Never Say Die, Gold Eagle Books (Toronto, Ontario, Canada), 1998.
- Newton M. Tough Justice, Gold Eagle Books (Toronto, Ontario, Canada), 1998.
- Newton M. Initiation, Gold Eagle Books (Toronto, Ontario, Canada), 1999.
- Newton M. Cloud of Death, Gold Eagle Books (Toronto, Ontario, Canada), 1999.
- Newton M. TerminationPoint, Gold Eagle Books (Toronto, Ontario, Canada), 1999.
- Newton M. Shadow Target, Gold Eagle Books (Toronto, Ontario, Canada), 1999.
- Newton M. Vengeance, Gold Eagle Books (Toronto, Ontario, Canada), 1999.
- Newton M. Killsport, Gold Eagle Books (Toronto, Ontario, Canada), 2000.
- Newton M. Target Lock, Gold Eagle Books (Toronto, Ontario, Canada), 2000.
- Newton M. Shattered Trust, Gold Eagle Books (Toronto, Ontario, Canada), 2001.
- Newton M. Shifting Shadows, Gold Eagle Books (Toronto, Ontario, Canada), 2001.
- Newton M. Judgement Day, Gold Eagle Books (Toronto, Ontario, Canada), 2001.
- Newton M. Destiny’s Hour, Gold Eagle Books (Toronto, Ontario, Canada), 2001.
- Newton M. Power of the Lance, Gold Eagle Books (Toronto, Ontario, Canada), 2001.
- Newton M. A Dying Evil, Gold Eagle Books (Toronto, Ontario, Canada), 2001.
- Newton M. Dirty Mission, Gold Eagle Books (Toronto, Ontario, Canada), 2001.
- Newton M. Blood Stone, Gold Eagle Books (Toronto, Ontario, Canada), 2002.
- Newton M. Rogue Warrior, Gold Eagle Books (Toronto, Ontario, Canada), 2002.
- Brabdt L. The Gun, Berkley Publishing (New York, NY), 2002.
- Brabdt L. Justice Gun, Berkley Publishing (New York, NY), 2003.
- Newton M. Pursued, Gold Eagle Books (Toronto, Ontario, Canada), 2003.
- Newton M. Sleepers, Gold Eagle Books (Toronto, Ontario, Canada), 2003.
- Newton M. Warrior’s Requiem, Gold Eagle Books (Toronto, Ontario, Canada), 2003.
- Newton M. Retaliation, Gold Eagle Books (Toronto, Ontario, Canada), 2003.
- Newton M. Troubled Waters, Gold Eagle Books (Toronto, Ontario, Canada), 2003.
- Newton M. Wolf’s Bane, Gold Eagle Books (Toronto, Ontario, Canada), 2003.
- Newton M. Sea of Terror, Gold Eagle Books (Toronto, Ontario, Canada), 2004.
- Newton M. Into the Fire, Gold Eagle Books (Toronto, Ontario, Canada), 2004.
- Newton M. Flames of Fury, Gold Eagle Books (Toronto, Ontario, Canada), 2004.
- Newton M. Killing Heat Gold Eagle Books (Toronto, Ontario, Canada), 2004.
- Brabdt L. Vengeance Gun, Berkley Publishing (New York, NY), 2004.
- Brabdt L. Rebel Gun, Berkley Publishing (New York, NY), 2005.
- Newton M. Hour of Judgment, Gold Eagle Books (Toronto, Ontario, Canada), 2005.
- Newton M. Survival Reflex, Gold Eagle Books (Toronto, Ontario, Canada), 2006.
- Newton M. Dual Action, Gold Eagle Books (Toronto, Ontario, Canada), 2006.
- Newton M. State of Evil, Gold Eagle Books (Toronto, Ontario, Canada), 2006.
- Newton M. Jungle Justice, Gold Eagle Books (Toronto, Ontario, Canada), 2006.
- Newton M. Nuclear Reaction, Gold Eagle Books (Toronto, Ontario, Canada), 2007.
- Newton M. Guerrilla Theater, Gold Eagle Books (Toronto, Ontario, Canada), 2007.
- Brabdt L. The Lawman, Berkeley Publishing (New York, NY), 2007.

### Энциклопедии
- Newton M. The Encyclopedia of Serial Killers. — Facts on File[англ.], 2000.
- Newton M. The Encyclopedia of Kidnappings. — New York: Facts on File[англ.], 2002. — vii, 373 p.
- Newton M. The Encyclopedia of Robberies, Heists and Capers. — Facts on File[англ.], 2002. — vii, 358 p.
- Newton M. The Encyclopedia of High-Tech Crime and Crime-Fighting. — Facts on File[англ.], 2003.
- Newton M. The FBI Encyclopedia. — McFarland & Company, 2003. — viii, 440 p.
- Newton M. The encyclopedia of high-tech crime and crime-fighting. — New York, NY : Checkmark Books[англ.], 2004. — xvi, 377 p.
- Newton M. The Encyclopedia of Unsolved Crimes. — Facts on File[англ.], 2004.
- Newton M. The Encyclopedia of Cryptozoology. — Jefferson: McFarland & Company, 2005. — 534 p. — ISBN 978-0-7864-9756-0.
- Newton M. The Encyclopedia of Conspiracies and Conspiracy Theories. — Facts on File[англ.], 2005. — 426 p.
- Newton M. The encyclopedia of conspiracies and conspiracy theories. — New York: Checkmark Books[англ.], 2006. — V, 426 p. ISBN 0-8160-5541-6
- Newton M. The Ku Klux Klan: A Comprehensive Reference Guide. — McFarland & Company, 2006.
- Newton M. The encyclopedia of serial killers: a study of the chilling criminal phenomenon, from the «Angels of death» to the «Zodiac» killer. — 2nd ed. — New York: Checkmark Books[англ.], 2006. — VII, 516 p. ISBN 0-8160-6196-3
- Newton M. The Encyclopedia of Crime Scene Investigation. — Facts of File[англ.], 2007.
- Newton M. Gangsters Encyclopedia. — Anova Books, 2007.
- Newton M. The Encyclopedia of Unsolved Crimes. — Checkmark Books[англ.], 2009. — 449 p. — ISBN 978-0-8160-7818-9, ISBN 0-8160-7818-1.
- Newton M. Famous Assassinations in World History, and Encyclopedia. — ABC-CLIO, 2014.
- Newton M. Hearts of Darkness: Encyclopedia of Serial Killers from Africa. — R.J. Parker[англ.], 2018. — 262 p. ISBN 1-987902-48-3 ISBN 9781987902488